# Кварнерић
Кварнерић је морско подручје у Јадранском мору, део Кварнерског залива. Ради се о морском пространству између првог острвског низа од обале — Крка, Раба и Пага, те следећих — Цреса и Лошиња.
Ово подручје се одликује маритимнијом климом него Ријечки залив, будући да је отвореније према остатку Јадрана. Зато су температуре ваздуха у хладнијем делу године сличније онима на отвореном мору, дакле нешто више него у самом приобаљу. Лети, море има благо освежавајући утицај па понешто спушта температуру ваздуха у односу на топлији обални појас. Од ветрова, се свакако снагом и учесталошћу истиче бура која најјаче дува у хладнијем делу године. Такође од јесени до пролећа врло често је и југо, скоро па подједнако учестало као и бура. Лети се јавља слаб, ретко умерен маестрал.